# (2187) La Silla
(2187) La Silla és un asteroide que pertany al cinturó d'asteroides i que fou descobert el 24 d'octubre de 1976 per Richard Martin West des de l'Observatori de la Silla, Xile.

## Designació i nom
(2187) La Silla es va designar inicialment com 1976 UH.
Més endavant va rebre el nom definitiu per la Silla, muntanya xilena on es troba l'Observatori Europeu Austral.

## Característiques orbitals
La Silla està situat a una distància mitjana del Sol de 2,535 ua, podent allunyar-se fins a 2,836 ua i acostar-se fins a 2,235 ua. Té una excentricitat de 0,1185 i una inclinació orbital de 13,26°. Emplea 1475 dies a completar una òrbita al voltant del Sol.